# José Ramón Navarro Pérez
José Ramón Navarro Pérez, kurz Ramón Navarro und José Ramón Navarro (* 7. Februar 1971), ist ein spanischer Biathlet.
Jose Ramon Navarro Perez debütierte zum Auftakt der Saison 1998/99 in Hochfilzen im Biathlon-Weltcup. Sein erstes Rennen war ein Einzel, in dem er auf Platz 98 einkam. Bis 2001 folgten nur wenige weitere Einsätze. 2001 lief der Athlet des E.M. Guardia Civil bei der Biathlon-Militärweltmeisterschaft 2001 in Jericho bei seinem ersten Großereignis und belegte im Sprint Rang 73. Zwischen 2002 und 2004 lief Navarro ausschließlich im Biathlon-Europacup. Seine erfolgreichste Zeit hatte der Spanier 2005. Mit Rang 80 im Sprint von Pokljuka erreichte er seine beste Platzierung im Weltcup. Zudem lief er bei den Biathlon-Weltmeisterschaften 2005 in Hochfilzen und wurde 111. im Einzel und 92. der Sprints. Nach 2005 war der Spanier international nicht mehr aktiv.

## Biathlon-Weltcup-Platzierungen
Die Tabelle zeigt alle Platzierungen (je nach Austragungsjahr einschließlich Olympische Spiele und Weltmeisterschaften).
- 1.–3. Platz: Anzahl der Podiumsplatzierungen
- Top 10: Anzahl der Platzierungen unter den ersten zehn (einschließlich Podium)
- Punkteränge: Anzahl der Platzierungen innerhalb der Punkteränge (einschließlich Podium und Top 10)
- Starts: Anzahl gelaufener Rennen in der jeweiligen Disziplin

| Platzierung                      | Einzel | Sprint | Verfolgung | Massenstart | Staffel | Gesamt |
| -------------------------------- | ------ | ------ | ---------- | ----------- | ------- | ------ |
| 1. Platz                         |        |        |            |             |         |        |
| 2. Platz                         |        |        |            |             |         |        |
| 3. Platz                         |        |        |            |             |         |        |
| Top 10                           |        |        |            |             |         |        |
| Punkteränge                      |        |        |            |             |         |        |
| Starts                           | 6      | 13     |            |             |         | 19     |
| Stand: nach der Saison 2008/2009 |        |        |            |             |         |        |